# Parque de la Ciudad (Budapest)

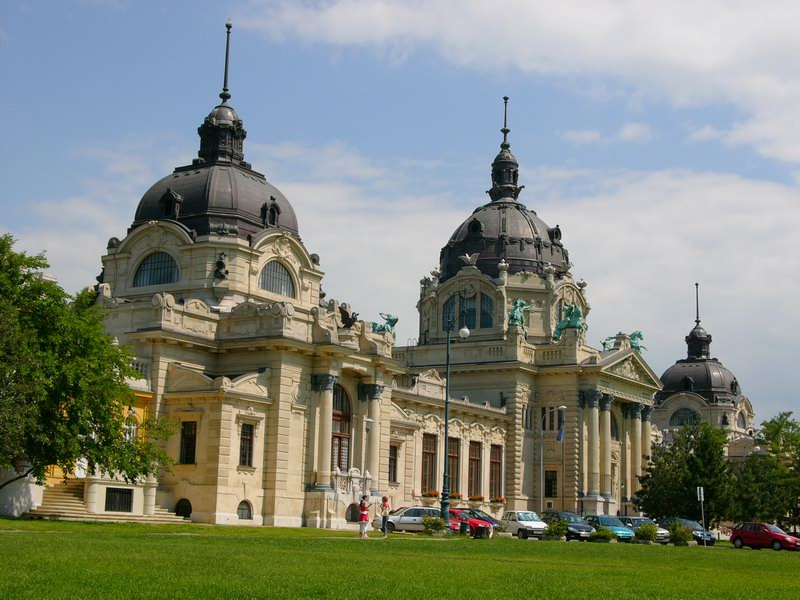
Los Baños Széchenyi.

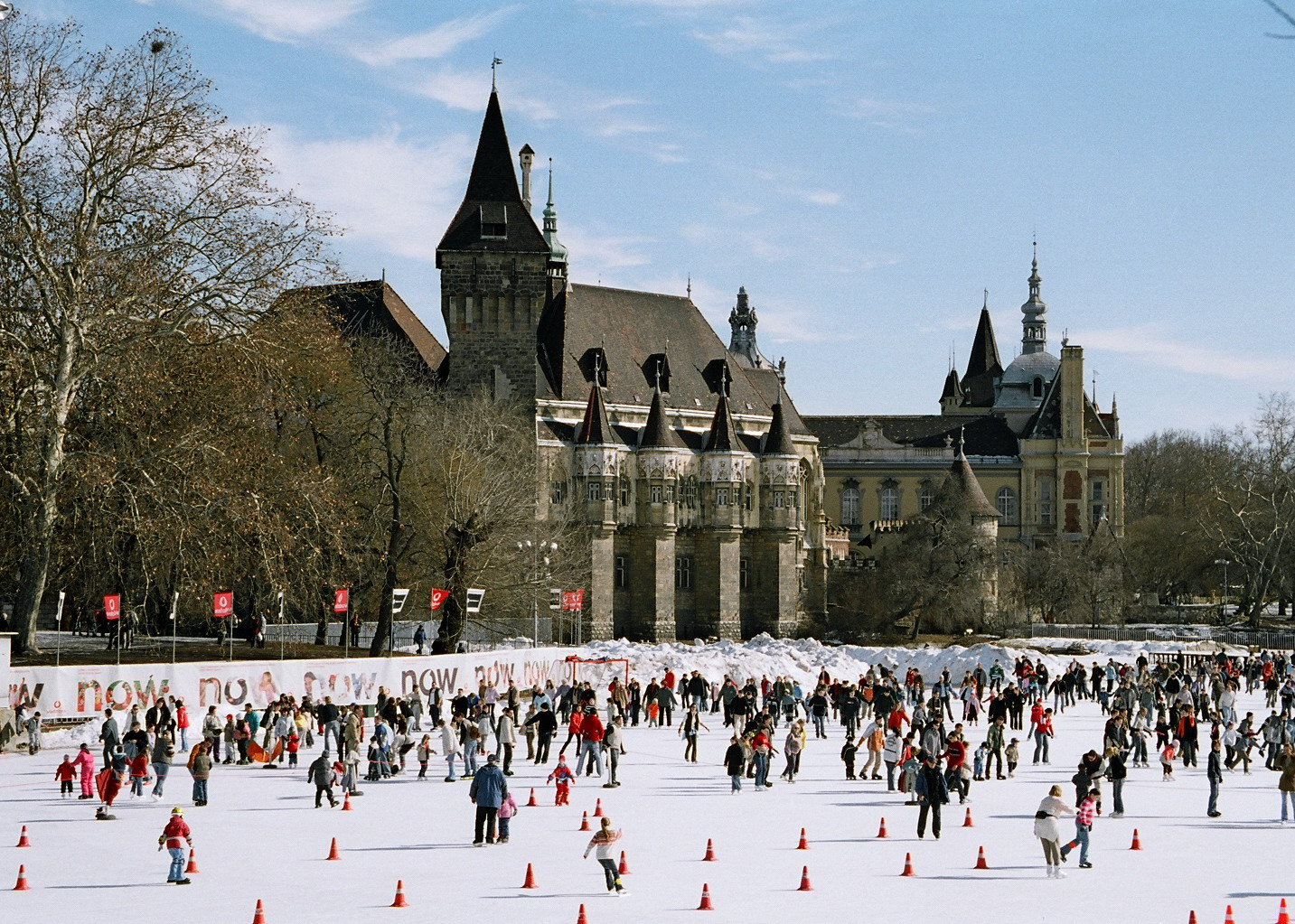
La pista de hielo del Parque de la Ciudad con el Castillo de Vajdahunyad al fondo.

El Parque de la Ciudad (en húngaro: Városliget; en alemán: Stadtwäldchen) es un parque público situado cerca del centro de Budapest (Hungría). Tiene forma de rectángulo de aproximadamente 1.4 km x 1 km, con una superficie de 122 hectáreas, y está situado en Zugló, el distrito XIV de Budapest, entre las calles Hungária körút, Ajtósi Dürer sor, Vágány utca y Dózsa György út. Su entrada principal está en la Plaza de los Héroes (Hősök tere), uno de los lugares de Hungría declarados Patrimonio de la Humanidad.

## Mapa[3]
|  | 1. – Restaurante Gundel 2. – Zoológico y Jardín Botánico de Budapest 3. – Gran Circo Municipal 4. – Antiguo Parque de Atracciones 5. – Baños termales Széchenyi 6. – Castillo de Vajdahunyad 7. – Antigua Sala Petofi 8. – Antiguo Museo del Transporte de Budapest 9. – Plaza de los Héroes 10. – Museo de Bellas Artes de Budapest 11. – Palacio del Arte |

## Nombre
La zona se llamaba antiguamente Ökör-dűlő, que significa «prado de los bueyes». La primera mención de este nombre data de 1241 en su forma arcaica, Ukurföld. En el siglo xviii, la zona era conocida como Ochsenried en alemán. En torno a 1800, su nombre oficial fue cambiado por Batthyány-erdő («Bosque de Batthyány») debido a sus ocupantes, la familia Batthyány. En 1751 se plantaron los primeros árboles y se trazaron los primeros senderos planificados. Después de que en las primeras décadas del siglo xix se creara el parque público, este adoptó su nombre actual, Városliget (y su versión en alemán, Stadtwäldchen, lit.: «bosque de la ciudad»), y se convirtió en uno de los primeros parques públicos del mundo.

## Historia

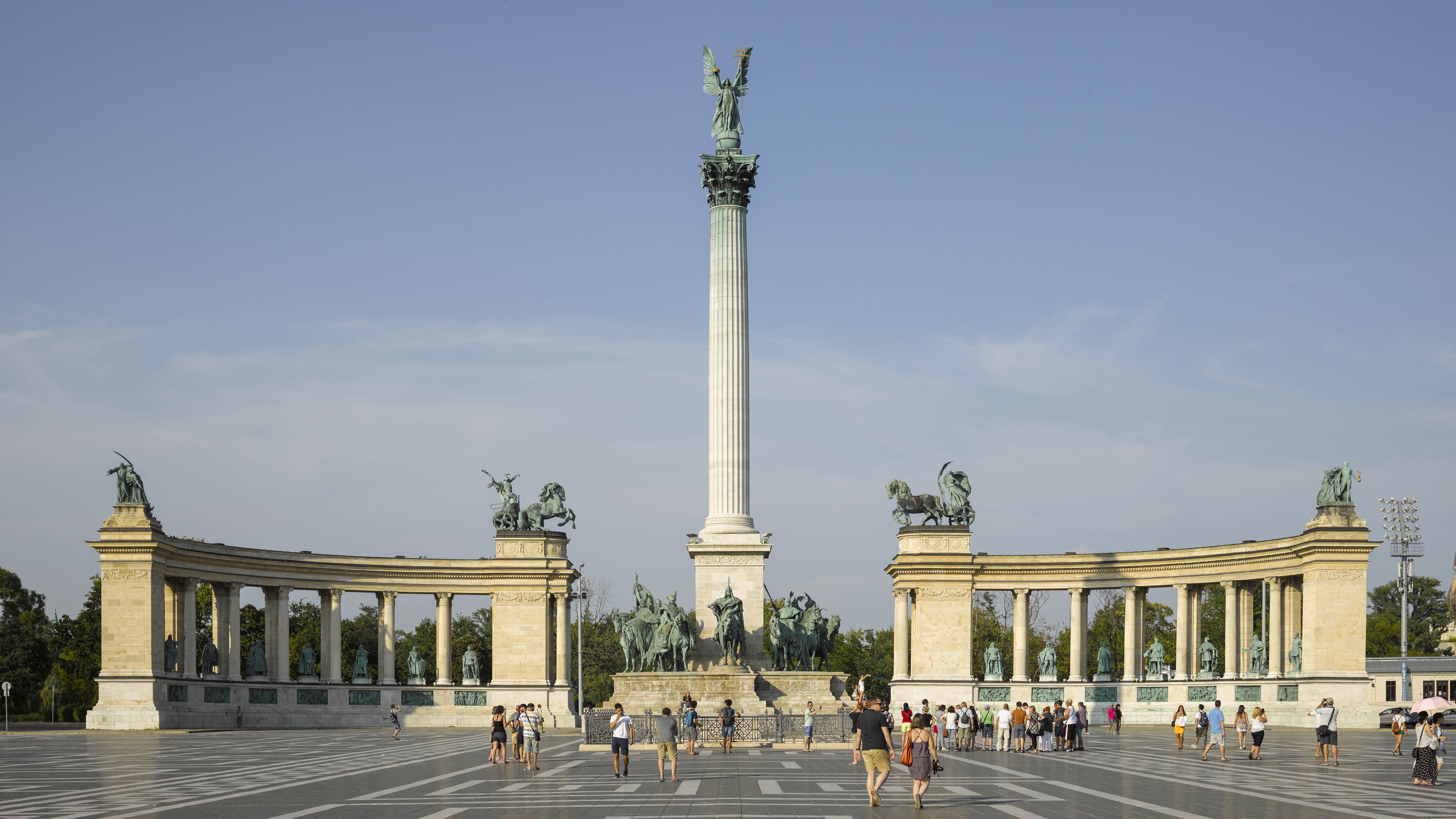
La Plaza de los Héroes, entrada monumental del Parque de la Ciudad.

El Parque de la Ciudad fue el lugar principal de las celebraciones por el milenio de Hungría en 1896, año en el que se habían construido la Avenida Andrássy, el Metro de Budapest y el Gran Bulevar.
El auge del Parque de la Ciudad se remonta a finales del siglo xix y antes de la Segunda Guerra Mundial, pero en la segunda mitad del siglo xx perdió gradualmente su atractivo y durante décadas fue una parte descuidada de la ciudad. Con el objetivo de renovar la vegetación y las construcciones del parque se lanzó en 2013 el proyecto Liget Budapest, que incrementará los espacios verdes del parque, gracias a la eliminación y ajardinamiento de varias calles y estacionamientos, y añadirá nuevos edificios de uso cultural, cuyos diseñadores fueron seleccionados a través de concursos de arquitectura internacionales.

## Deporte
El parque albergó eventos de deportes de motor en la década de 1950.

## Lugares de interés

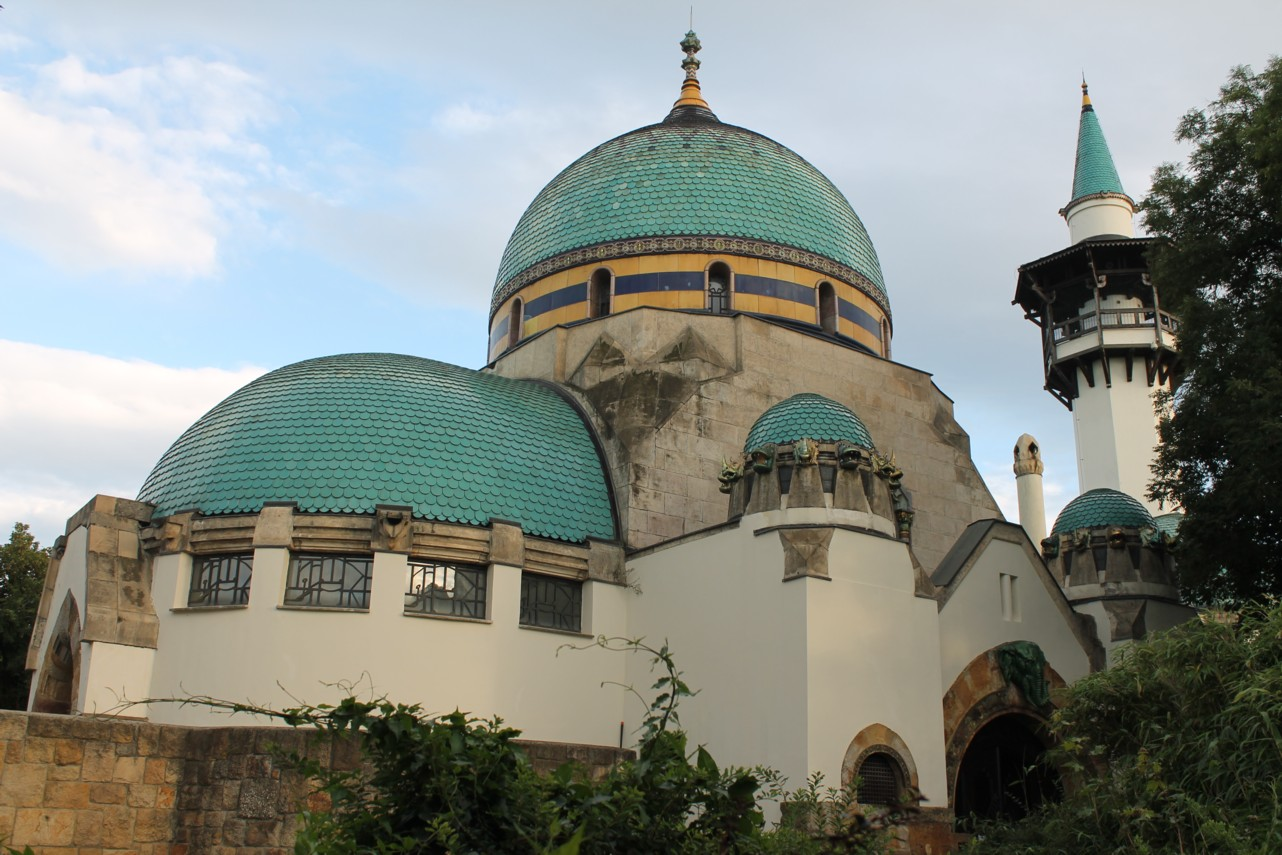
La Casa de los Elefantes del Zoológico de Budapest.

El Parque de la Ciudad contiene los siguientes lugares de interés:
- El Castillo de Vajdahunyad, inaugurado en 1896.
- Los Baños Termales Széchenyi.
- El Zoológico y Jardín Botánico de Budapest, incluida la Casa de los Elefantes.
- El Gran Circo Municipal, inaugurado en 1891.
- El Restaurante Gundel, inaugurado en 1894.
- El Edificio del Circo de Budapest.[8][9]
- La Casa de la Música, inaugurada en enero de 2022.[10][11]
- El Museo Etnográfico, inaugurado el 23 de mayo de 2022.[12]